# Долина (Кировоградская область)
Долина (укр. Долина) — село в Дмитровской сельской общине Кропивницкого района Кировоградской области Украины.
До 2020 года входило в Знаменский район
Население по переписи 2001 года составляло 45 человек. Почтовый индекс — 27400. Телефонный код — 5233. Занимает площадь 0,474 км². Код КОАТУУ — 3522281504.